# Scalpay (Ebridi Interne)
Scalpay (in gaelico scozzese: Sgalpaigh; 9,6 km²) è un'isola sull'Oceano Atlantico della Scozia nord-occidentale, facente parte dell'arcipelago delle isole Ebridi Interne.
L'isola è di proprietà privata.

## Geografia

### Collocazione
Scalpay si trova a pochi chilometri al largo della costa sud-orientale dell'isola di Skye e a sud dell'isola di Raasay.

### Territorio
L'isola raggiunge un'altezza massima di 396 metri. La vetta più elevata è il Mullach na Carn.

## Storia
In origine l'isola era abitata da popolazioni celtiche, convertite al Cristianesimo nel VI secolo.
Dopo essere appartenuta al clan Macdonald, l'isola fu acquistata intorno al 1890 dal magnate e politico Donald Currie.